# Capitanejo (Ponce)
Capitanejo es un barrio ubicado en el municipio de Ponce en el estado libre asociado de Puerto Rico. En el Censo de 2010 tenía una población de 1011 habitantes y una densidad poblacional de 80,97 personas por km².

## Geografía
Capitanejo se encuentra ubicado en las coordenadas 17°59′17″N 66°32′54″O / 17.98806, -66.54833. Según la Oficina del Censo de los Estados Unidos, Capitanejo tiene una superficie total de 12.49 km², de la cual 10,19 km² corresponden a tierra firme y (18,4 %) 2,3 km² es agua.

## Demografía
Según el censo de 2010, había 1011 personas residiendo en Capitanejo. La densidad de población era de 80,97 hab./km². De los 1011 habitantes, Capitanejo estaba compuesto por el 63,01 % blancos, el 30,86 % eran afroamericanos, el 0,2 % eran asiáticos, el 5,04 % eran de otras razas y el 0,89 % eran de una mezcla de razas. Del total de la población el 99,31 % eran hispanos o latinos de cualquier raza.